# Красноармейский (Амурская область)
Красноармейский — упразднённый посёлок в Зейском районе Амурской области России. Исключен из учётных данных в 1974 году.

## География
Посёлок располагался на реке Большие Дамбуки (приток Зеи), на расстоянии примерно 6,5 километра (по прямой) к северо-западу поселка Береговой.

## История
Возник как приисковый посёлок.
Решением Амурского исполкома от 7 июня 1974 года № 253, посёлок Красноармейский исключен из учётных данных как несуществующий.